# ドラゴン養ってください
『ドラゴン養ってください』（ドラゴンやしなってください）は、牧瀬初雲（原作）と東裏友希（作画）による日本の漫画作品。2023年10月11日から小学館『裏サンデー』と『マンガワン』にて連載。
主人公の大学生が異世界からやってきたドラゴンと共に過ごす姿を描いた作品。

## 登場人物
村上
主人公の大学生。ドラゴンのイルセラと出会い、共同生活を始める。
イルセラ
異世界からやってきたドラゴン。人間界での修行中に村上に養ってもらうことを決意する。

## 書誌情報
- 牧瀬初雲・東裏友希『ドラゴン養ってください』小学館〈裏少年サンデーコミックス〉、既刊4巻（2025年6月12日時点）
  1. 2024年3月19日発売[2]、ISBN 978-4-09-853169-1
  2. 2024年7月18日発売[3]、ISBN 978-4-09-853445-6
  3. 2024年12月12日発売[4]、ISBN 978-4-09-853701-3
  4. 2025年6月12日発売[5]、ISBN 978-4-09-854136-2